# Janet Megamix 04
A Janet Megamix 04 egy megamix, amit Chris Cox DJ készített Janet Jackson amerikai énekesnő dalaiból. A megamix csak promóciós kiadványokon jelent meg 2003 decemberében, hogy felkeltsék vele az érdeklődést Janet iránt soron következő, Damita Jo című albuma megjelenése előtt.
A teljes hosszúságú megamix tizenöt, kislemezként is megjelent dalt tartalmaz, ebben a sorrendben: You Want This, That’s the Way Love Goes, Son of a Gun (I Betcha Think This Song Is About You), If, Got ‘Til It’s Gone, Doesn’t Really Matter, All for You, I Get Lonely, Someone to Call My Lover, Go Deep, Throb, Again, Together Again.
A remix készítése közben Cox kaliforniai stúdióját bozóttűz miatt ki kellett üríteni.
A kislemez több országban megjelent, de mivel kereskedelmi forgalomba nem került, a legtöbb slágerlistán nem szerepelhetett. Egyedül a Chris Cox Club Mix változat jelent meg egy kereskedelmi forgalomban lévő kiadványon, a Just a Little While kislemez brit kiadásán.
A megamix a 34. helyen nyitott a Billboard Hot Dance Club Play slágerlistáján, ahol 11 hetet töltött, legmagasabb elért helyezése a 3.
A megamix Radio Edit változatához készült egy videóklip, melyet Jackson korábbi, a mixben szereplő dalainak klipjeiből vágtak össze. Hivatalosan nem jelent meg, de a YouTube-ra felkerült.

## Helyezések
| Slágerlista                              | Legmagasabb helyezés |
| USA, Billboard Hot Dance Club Play Chart | 3                    |

## Változatok
| 12" maxi kislemez (Egyesült Királyság, promó) (6183131) 12" maxi kislemez (USA, promó) (6183131) 1. Chris Cox Club Megamix – 11:21 2. Hard Cox Mega Dub – 8:21 3. Chris Cox Radio Edit – 4:13 CD maxi kislemez (Egyesült Királyság, promó) (708761833522) CD maxi kislemez (USA, promó) (708761831320) 1. Chris Cox Radio Edit – 4:13 2. Chris Cox Club Megamix – 11:21 3. Hard Cox Mega Dub – 8:21 | CD maxi kislemez (Tajvan; promó) (JANETSAMPLE) 1. Format Data, Not Playable 2. Format Data, Not Playable 3. Janet Megamix 04 (videóklip) 4. All for You (videóklip) 5. Someone to Call My Lover (videóklip) 6. Son of a Gun (I Betcha Think This Song Is About You) (videóklip) 7. Chris Cox Radio Edit – 4:13 8. Chris Cox Club Megamix – 11:21 9. Hard Cox Mega Dub – 8:21 |